# Аймласька сільська рада
А́ймласька сільська рада (ест. Aimla külanõukogu, рос. Аймлаский сельский совет) — сільська рада в Естонській РСР, адміністративно-територіальна одиниця в складі повіту Вільяндімаа (1945—1950) та Сууре-Яаніського району (1950—1954).

## Історія
13 вересня 1945 року на території волості Олуствере у Вільяндіському повіті утворена Аймласька сільська рада з центром у селі Аймла.
26 вересня 1950 року, після скасування в Естонській РСР повітового та волосного поділу, сільська рада ввійшла до складу новоутвореного Сууре-Яаніського сільського району.
17 червня 1954 року в процесі укрупнення сільських рад Естонської РСР Аймласька сільська рада ліквідована, а її територія склала частину Олуствереської сільської ради.